# Colón (province)
Pour les articles homonymes, voir colon.
La province de Colón est l'une des dix provinces de la République de Panama. Sa capitale est la ville de Colón.

## Géographie
Sa superficie est 4 868 kilomètres carrés.
Sa population est de 232 748 habitants (2010) et sa densité est de 46,7 habitants par kilomètre carré (2004).
Son territoire est situé dans la partie Nord du canal de Panama. La province de Colón est bordée au Nord par la mer des Caraïbes, au Sud par les provinces de Panama , Panama Ouest et Coclé, à l'Est avec la comarque Guna Yala et à l'Ouest par la province de Veraguas.
La province de Colon est situé à l'entrée de la mer des Caraïbes et à l'entrée du canal de Panama. Elle est à une heure de route de la côte Pacifique, et la ville de Colón abrite le principal port pour l'importation et la réexportation de marchandises du pays.
Colón est la deuxième ville de la République de Panama, mais c'est la première pour le commerce.
Le plus grand système portuaire d'Amérique latine, est situé à l'entrée du canal de Panama côté océan Atlantique. Ce système portuaire située dans la ville de Colón se compose de :
- Terminal Container de Colón, administré par Evergreen
- Terminal international de Manzanillo, exploité par Stevedoring Service of America
- Port Terminal de Panama, administré par Hutchison Whampoa
- Port Terminal de Colon

À l'heure actuelle, la ville dispose de trois ports de croisière, ce sont :
- Columbus 2000,
- Jetée 6 du port de Cristobal
- Port de Paseo Gorgas.

## Divisions administratives
La province de Colón se compose de cinq districts, divisés en plusieurs corregimientos. Sa capitale est la ville de Colón.
| District de Chagres - Achiote (es) - El Guabo (es) - La Encantada (es) - Nuevo Chagres - Palmas Bellas - Piña (es) - Salud (es) | District de Colón - Barrio Norte (es) - Barrio Sur (es) - Buena Vista (es) - Cativá - Ciricito (es) - Cristobal - Cristóbal Este (es) - Escobal - Limon (es) - Nueva Providencia (es) - Puerto Pilon (es) - Sabanitas - Salamanca (es) - San Juan (es) - Santa Rosa (es) | District de Donoso - Coclé del Norte (es) - El Guasimo (es) - Gobea (es) - Miguel de la Borda (es) - Rio Indio (es) |

| District de Portobelo - Cacique (es) - Garrote (es) - Isla Grande - Maria Chiquita (es) - Portobelo | District de Santa Isabel - Cuango (es) - Miramar (es) - Nombre de Dios - Palenque (es) - Palmira (es) - Playa Chiquita (es) - Santa Isabel (es) - Viento Frio) (es) | District spécial Omar Torrijos Herrera - San José del General (es) - San Juan de Turbe (es) - Nueva Esperanza (es) |

## Économie
Le tourisme est l'un des principaux moteurs de l'économie de la province de Colón grâce à ses ressources naturelles comme les récifs corallien et la forêt tropicale humide. La province est principalement concentrée sur le commerce, à travers la zone de libre échange de Colón (es), le canal de Panama, et les services bancaires
À la fin de 2013, la zone de libre échange de Colón avait enregistré un total de 29 396 emplois permanents. La création d'emplois dans la région a augmenté au fil des ans, en raison de la création de nouvelles entreprises et de l'augmentation générée par la construction de nouveaux bâtiments, mais surtout de la croissance de l'activité commerciale dans la zone qui nécessite l'utilisation d'un plus grand volume d'heures de travail.
L'autre aspect culturel l'Afro-Panaméens (es) qui existe depuis la conquête espagnole et est liée à la traite et aux mouvements des esclaves africains. Ils ont laissé en héritage les danses Congos qui est avant tout une façon de se moquer des maîtres blancs.

## Culture
La province de Colón se caractérise par la coexistence de deux aspects culturels d'origine africaine. L'Afro-Caraïbes, qui débute avec l'arrivée des Américains dans le pays lors de la construction du canal de Panama. Ils ont apporté beaucoup d'Antillais noirs, principalement de la Jamaïque, de la Barbade, Trinité-et-Tobago et les Petites Antilles. Ces immigrants ont apporté leur culture anglophone et leur côté antillais en particulier dans la gastronomie, la religion, avec le mouvement rastafari, et la musique.